# Colleen Atwood
Colleen Atwood (Yakima, estat de Washington, 25 de setembre de 1948) és una dissenyadora de vestuari nord-americana, guanyadora de quatre Oscars. Va estudiar al Cornish College of the Arts de Seattle i a la dècada del 1980 aconseguí entrar a treballar a la Universitat de Nova York.
El seu primer treball cinematogràfic fou d'assistent de producció a la pel·lícula Ragtime de Miloš Forman i posteriorment com a assistent de vestuari a A Little Sex de Bruce Paltrow.
Treballà, inicialment, en el tour musical Bring On the Night de Sting i en el posterior vídeo musical del mateix nom de 1985. Arran de l'amistat amb el director de producció Bo Welch inicià una col·laboració amb Tim Burton, per al qual dissenyà el vestuari d'Edward Scissorhands i posteriorment de Sleepy Hollow, Ed Wood, Big Fish, Planet of the Apes i Sweeney Todd.

## Premis Oscar
| Any  | Premi           | Treball nominat                                          | Resultat  |
| ---- | --------------- | -------------------------------------------------------- | --------- |
| 1994 | Millor vestuari | Donetes                                                  | Nominat   |
| 1998 | Millor vestuari | Beloved                                                  | Nominat   |
| 1999 | Millor vestuari | Sleepy Hollow                                            | Nominat   |
| 2002 | Millor vestuari | Chicago                                                  | Guanyador |
| 2004 | Millor vestuari | Un seguit de desgràcies catastròfiques de Lemony Snicket | Nominat   |
| 2005 | Millor vestuari | Memòries d'una geisha                                    | Guanyador |
| 2007 | Millor vestuari | Sweeney Todd: el barber diabòlic del carrer Fleet        | Nominat   |
| 2009 | Millor vestuari | Nine                                                     | Nominat   |
| 2010 | Millor vestuari | Alice in Wonderland                                      | Guanyador |
| 2012 | Millor vestuari | Blancaneu i la llegenda del caçador                      | Nominat   |
| 2014 | Millor vestuari | Into the Woods                                           | Nominat   |
| 2016 | Millor vestuari | Bèsties fantàstiques i on trobar-les                     | Guanyador |

## Premis BAFTA
| Any        | Premi           | Treball nominat                                   | Resultat  |
| ---------- | --------------- | ------------------------------------------------- | --------- |
| BAFTA 1990 | Millor vestuari | Edward Scissorhands                               | Nominat   |
| BAFTA 1994 | Millor vestuari | Donetes                                           | Nominat   |
| BAFTA 1999 | Millor vestuari | Sleepy Hollow                                     | Guanyador |
| BAFTA 2002 | Millor vestuari | Planet of the Apes                                | Nominat   |
| BAFTA 2005 | Millor vestuari | Memòries d'una geisha                             | Guanyador |
| BAFTA 2007 | Millor vestuari | Sweeney Todd: el barber diabòlic del carrer Fleet | Nominat   |
| BAFTA 2010 | Millor vestuari | Alice in Wonderland                               | Guanyador |
| BAFTA 2012 | Millor vestuari | Blancaneu i la llegenda del caçador               | Nominat   |
| BAFTA 2014 | Millor vestuari | Into the Woods                                    | Nominat   |
| BAFTA 2016 | Millor vestuari | Bèsties fantàstiques i on trobar-les              | Nominat   |